# Журавлёв, Анатолий Лактионович
Анато́лий Лактио́нович Журавлёв (род. 9 июня 1948, с. Новые Ключи Петровского района Куйбышевской области) — советский и российский психолог, специалист в области социальной, организационной и экономической психологии. Доктор психологических наук, профессор, академик РАН и РАО (2016).

## Биография
Окончил Ленинградский государственный университет (1972), кандидат психологических наук (1976, диссертация «Стиль и эффективность руководства производственным коллективом»), доктор психологических наук (1999, диссертация в форме научного доклада «Психология совместной деятельности в условиях организационно-экономических изменений»), профессор (2001), член-корреспондент РАО (2004), член-корреспондент РАН (2008), академик РАН и РАО (2016).
Ученик Б. Ф. Ломова, В. Ф. Рубахина, Е. В. Шороховой. Работает в Институте психологии (ИПАН СССР, ныне ИП РАН) с 1976 года, директор с 2002 по 2017 год. В 1994 году создал и возглавил кафедру социальной и этнической психологии Института молодёжи (ныне — Московский гуманитарный университет).
Член Президиума РПО (с 2002), вице-президент ФПО России (с 2004), член Президиума научно-методического совета по психологии УМО университетов РФ (с 2003). Главный редактор «Психологического журнала» РАН (с 2003).

## Награды
Почётный работник высшего профессионального образования Российской Федерации (2003). Лауреат Премии Президиума РАН в области психологии имени С. Л. Рубинштейна (2005).
Награждён медалью «За трудовое отличие», медалью «В память 850-летия Москвы» и орденом Дружбы (2024), медалью им. Г. И. Челпанова I степени «За вклад в развитие психологической науки» (Психологический институт РАО и МГППУ) (2006), орденом «Творец эпохи» (в номинации «Подвижник науки») (Институт культуры мира ЮНЕСКО и др.) (2007).

## Научные результаты
Область научных исследований: психологические особенности личности и деятельности различных категорий руководителей, психологические методы и стиль руководства, управление социально-психологическими явлениями.
Автор 350 работ, из которых 12 — авторские и коллективные монографии. Работы посвящены проблемам социальной, экономической, организационной и экономической психологии, психологии личности, труда и управления в современном российском обществе.
Разработал авторский опросник для определения индивидуального стиля руководства. Активно исследовал психологические феномены трудовых групп. Разработал психологическую концепцию совместной деятельности. Возглавляя лабораторию социальной психологии ИП РАН (с 1987 г.), реализовал ряд крупных научных проектов, посвященных изучению динамики социальной психологии личности и группы в изменяющемся российском обществе, а также исследованию экономико-психологических феноменов.

## Основные труды
- «Индивидуальный стиль руководства производственным коллективом». М., 1976 (в соавт.).
- «Психология и управление». М., 1978 (в соавт.).
- «Совместная деятельность: теория, методология, практика». М., 1988 (в соавт.).
- «Деловая активность предпринимателей: методы оценки и воздействия». М., 1995 (в соавт.).
- «Социально-психологическая динамика в условиях экономических изменений». М., 1998 (в соавт.).
- «Нравственно-психологическая регуляция экономической активности». М., 2003 (в соавт.).
- «Психология управленческого взаимодействия». М., 2004; «Психология совместной деятельности», М., 2005; «Социальная психология: учебное пособие». М., 2006 (в соавт.).
- «Психология совместной деятельности». М., 2005.
- Один из авторов и отв. ред. издания «Проблемы экономической психологии». Т. 1. М., 2004; Т. 2, 2005.
- «Социальная психология: учебное пособие». М., 2006 (в соавт.)